# Ceratalictus ischnotes
Ceratalictus ischnotes är en biart som först beskrevs av Joseph Vachal 1911.  Ceratalictus ischnotes ingår i släktet Ceratalictus och familjen vägbin. Inga underarter finns listade i Catalogue of Life.